# 都賀郡
- 令制国一覧 > 東山道 > 下野国 > 都賀郡
- 日本 > 関東地方 > 栃木県 > 都賀郡

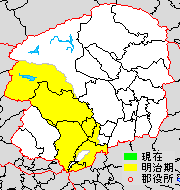
栃木県都賀郡の範囲

都賀郡（つがぐん）は、栃木県（下野国）にあった郡。

## 郡域
概ね上記の区域を合わせたものだが、行政区画として画定されたものではない。

## 歴史
- 741年 - 下野国分寺、国分尼寺が置かれる
- 927年 - 延喜式神名帳に都賀郡の社として、大神神社、大前神社、村檜神社が記載
- 938年 - 和名類聚抄に、布多、高家（カキイエ）、山後（ヤマシリ）、山人、田後（タシリ）、生馬、委文（シトリ）、高栗（タカクリ）、小山（ヲヤマ）、三嶋（ミシマ）の10郷が記載
  - 秀文（シトリ）郷 - 都賀郡志取村
  - 小山（ヲヤマ）郷 - 都賀郡下古山村、上古山村

下野国には「こやま」と読む古地名（古山、児山など）は複数有るが、「おやま」と読む例は「小山」の他に無い。

### 近代以降の沿革
所属町村の変遷は下都賀郡#郡発足までの沿革、上都賀郡#郡発足までの沿革をそれぞれ参照
- 「旧高旧領取調帳」に記載されている明治初年時点での、当郡域9町1宿375村の支配は以下の通り。幕府領は真岡代官所が管轄。他にも寺社領が各村に散在。（9町1宿375村）
  - 後の下都賀郡域（7町1宿272村） - 幕府領、旗本領、下総古河藩、下野壬生藩、下総関宿藩、下野宇都宮藩、下総佐倉藩、下野足利藩、常陸下妻藩、武蔵金沢藩、対馬府中藩、下総結城藩、出羽久保田藩、上野館林藩、下野吹上藩、下野喜連川藩、下野高徳藩、下野大田原藩
  - 後の上都賀郡域（2町103村） - 幕府領、旗本領、下野喜連川藩、下野宇都宮藩、下野壬生藩、下総佐倉藩、下総多古藩、下野足利藩、下野吹上藩、常陸下妻藩、日光領
- 慶応4年
  - 6月4日（1868年7月23日） - 佐賀藩士の鍋島道太郎が真岡知県事に就任。幕府領・旗本領を管轄。
  - 8月 - 日光奉行が管轄する日光領を収公。
- 明治2年
  - 2月15日（1869年3月27日） - 真岡知県事が日光県に改称。
  - 6月23日（1869年7月31日） - 金沢藩が任知藩事にともない六浦藩に改称。
  - 8月7日（1869年9月12日） - 府中藩が任知藩事にともない厳原藩に改称。
- 明治初年 - 領地替えにともない、旗本領の一部が古河藩の、館林藩領・厳原藩領および足利藩領の一部が日光県の管轄となる。
- 明治3年
  - 3月19日（1870年4月19日） - 高徳藩が転封となり、領地を日光県に編入。
  - 7月17日（1870年8月13日） - 喜連川藩が廃藩となり、領地を日光県に編入。
- 明治4年
  - 1月13日（1871年3月3日） - 久保田藩が秋田藩に改称。
  - 7月14日（1871年8月29日） - 廃藩置県により藩領が古河県、壬生県、関宿県、宇都宮県、佐倉県、下妻県、六浦県、結城県、秋田県、吹上県、大田原県、多古県の管轄となる。
  - 11月14日（1871年12月25日） - 第1次府県統合により全域が栃木県の管轄となる。
- 明治11年（1878年）11月8日 - 郡区町村編制法の栃木県での施行により、都賀郡のうち栃木町ほか7町2宿220村の区域に下都賀郡が、鹿沼町ほか2町97村の区域に上都賀郡が発足。同日都賀郡廃止。